# M'saken (délégation)

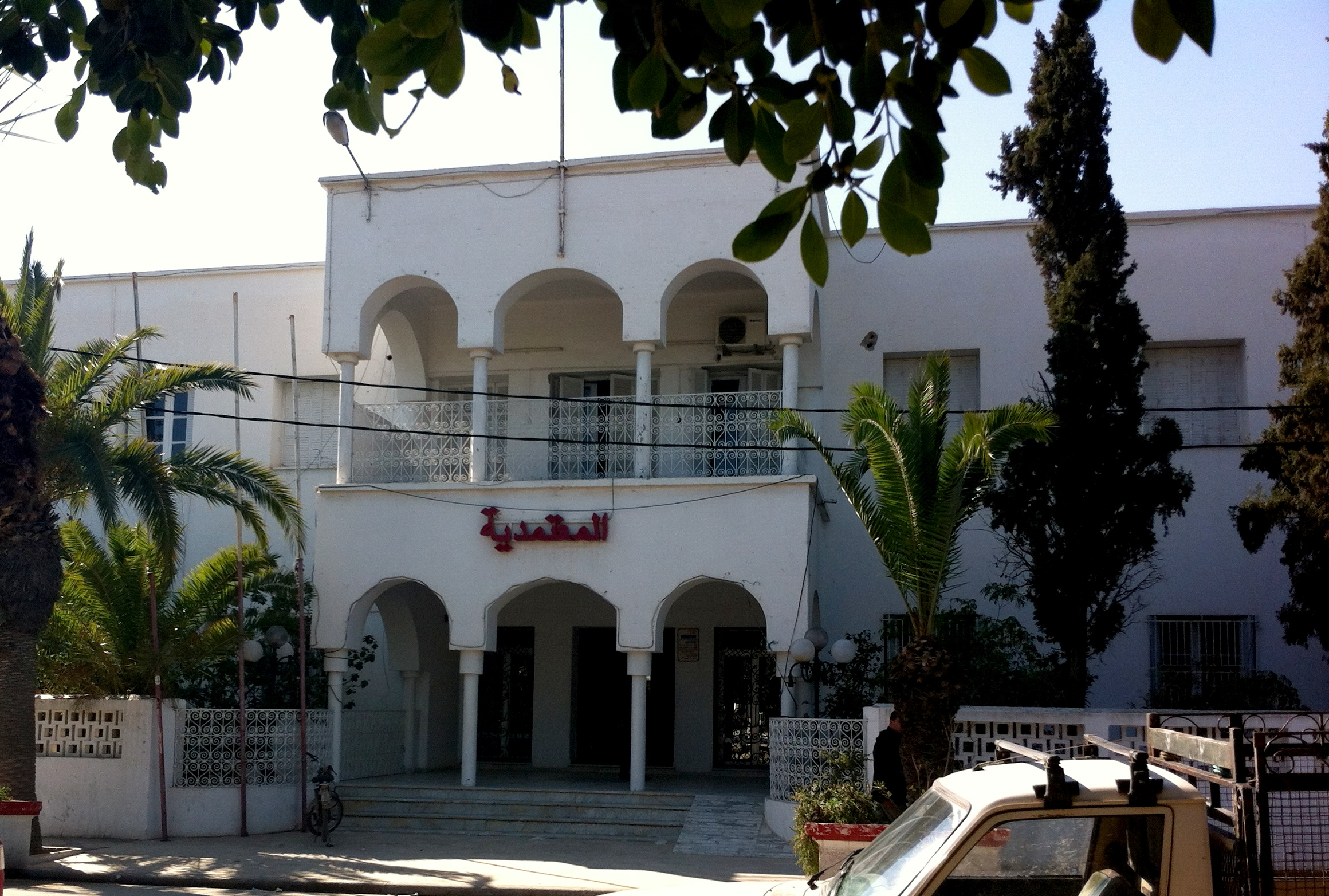
Siège de la délégation

M'saken est une délégation tunisienne dépendant du gouvernorat de Sousse.
En 2004, elle compte 85 380 habitants dont 41 581 hommes et 43 799 femmes répartis dans 19 423 ménages et 24 331 logements.